# Rainer Jarohs
Rainer Jarohs (né le 8 août 1957 à Rostock en Mecklembourg-Poméranie-Occidentale) est un footballeur allemand (international est-allemand) qui évoluait au poste d'attaquant.

## Biographie

### Carrière en club
Rainer Jarohs réalise la quasi-totalité de sa carrière avec le club du Hansa Rostock. Avec cette équipe, il inscrit plus de 150 buts en championnat. Il marque 28 buts en deuxième division lors de la saison 1986-1987, ce qui constitue sa meilleure performance.
Il joue un match en Coupe de l'UEFA en 1989.

### Carrière en sélection
Rainer Jarohs reçoit trois sélections avec l'équipe de RDA, marquant un but.
Il joue son premier match le 14 avril 1982, contre l'Italie (victoire 1-0 à Leipzig). Il joue son deuxième match le 5 mai 1982, contre l'URSS (défaite 1-0 à Moscou). Il reçoit sa dernière sélection le 19 mai 1982, contre la Suède, match au cours duquel il inscrit un but (2-2 à Halmstad).

## Palmarès
Hallescher FC
- Coupe de RDA :
  - Finaliste : 1986-87.

- Championnat de RDA D2 :
  - Meilleur buteur : 1977-78 (23 buts), 1979-80 (23 buts) et 1986-87 (28 buts).